# Monotropa

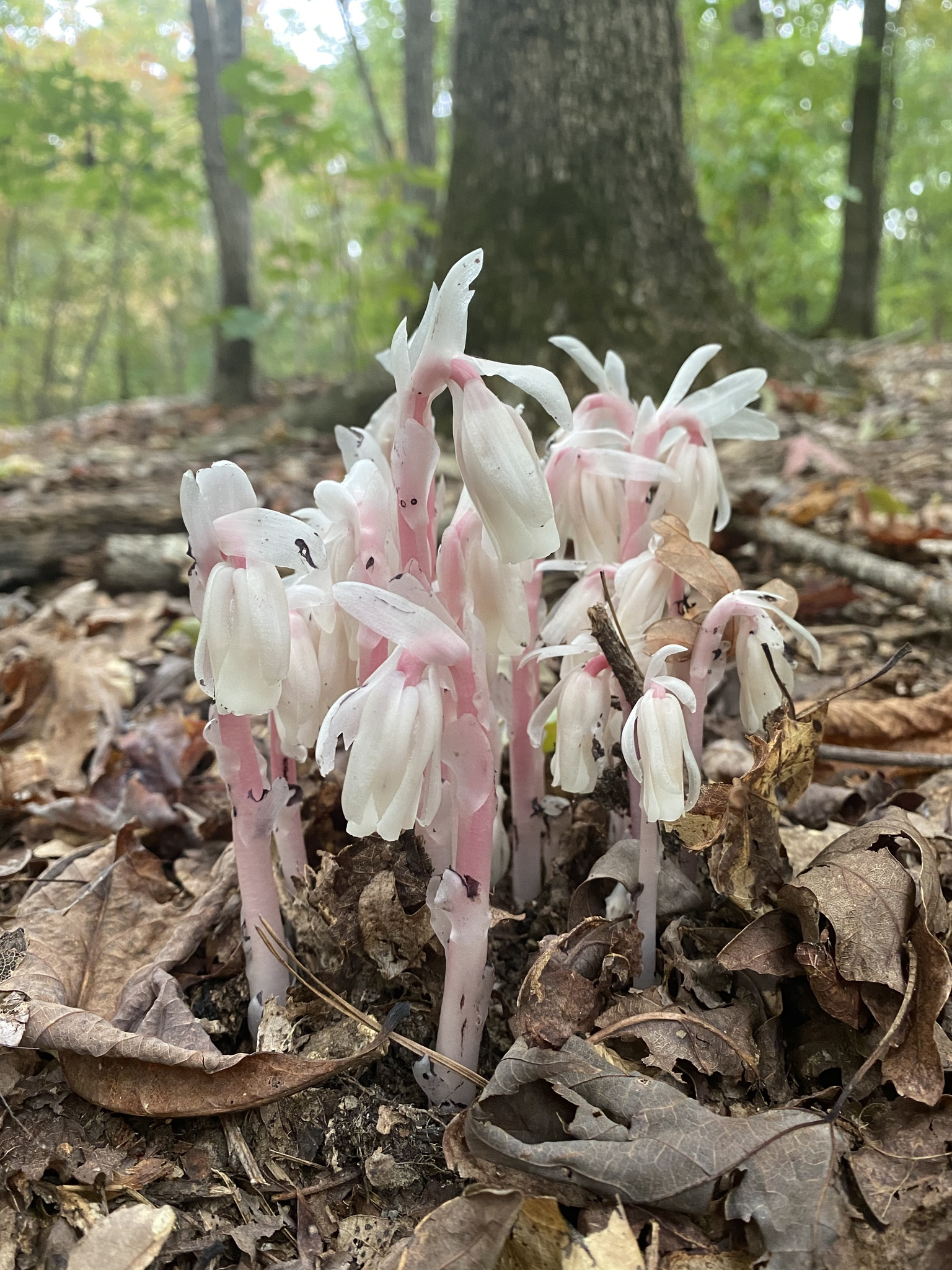
Monotropa uniflora

Monotropa és un gènere de plantes angiospermes de la família de les ericàcies (Ericaceae).

## Descripció
Són plantes herbàcies micoheteròtrofes perennes, sense capacitat de fotosíntesi, que estableixen una relació amb fongs per tal d'obtenir els nutrients que necessita. En fong interconnecta els arbres propers amb les plantes de del gènere Monotropa, les hifes del fong transporten substancies produïdes pels arbres fins a les micorrizes que interaccionen amb les arrels de les espècies de Monotropa. La natura d'aquesta relació amb el fong ha estat històricament controvertida, al llarg de la història ha estat considerada simbiosi o parasitació, perquè el fong no n'obté cap benefici. Avui dia es considera que es tracta d'una cas d'hiperparasitisme tot i que alguns autors preferixen una posició neutra.
De les arrels puja una única tija sense branques, sobre la tija hi ha algunes fulles sèssil (sense peduncle) que recorden esquames. Les flors poden ser solitàries o agrupades en inflorescències racemoses, poden tenir de 3 a 6 sèpals o cap i de 3 a 6 pètals.

## Taxonomia
Aquest gènere va ser publicat per primer cop l'any 1753 al primer volum de l'obra Species Plantarum de Carl von Linné (1707-1778).

### Espècies
Dins del gènere Monotropa es reconeixen les 4 espècies següents:
- Monotropa brittonii Small
- Monotropa coccinea Zucc.
- Monotropa hypopitys L. - espàrrec bord[8]
- Monotropa uniflora L.